# Juan Blanco Zaldívar
Juan Alberto Blanco Zaldívar (Chihuahua, Chihuahua, 1960) es un político mexicano miembro del Partido Acción Nacional, de 2004 a 2007 fue presidente municipal de la ciudad de Chihuahua.

## Biografía
Juan Blanco es Contador Público egresado de la Universidad Autónoma de Chihuahua, desde joven se dedicó a ser empresario del ramo restaurantero, creando una cadena de restaurantes de comida italiana llamados "Pizza del Rey". 
En 2004 el Partido Acción Nacional lo postuló como candidato a la Presidencia Municipal de Chihuahua, sin ser aún miembro activo del PAN, logrando el triunfo sobre la candidata del PRI, Martha Laguette Lardizábal, convirtiéndose en el primer candidato de su partido en ganar la Presidencia Municipal desde 1983, año en que fue elegido presidente municipal Luis H. Álvarez; durante su mandato se vio frecuentemente enfrentado políticamente al gobernador José Reyes Baeza Terrazas; tras terminar su periodo al frente del ayuntamiento, en 2008, el Congreso de Chihuahua resolvió turnar la cuenta pública de su Administración en 2006 por presuntos hechos delictivos que se pudieran imputar a su persona; habiendo rechazado, tanto él como su partido, cualquier acusación sobre delitos de corrupción y cohecho.
En 2009, en medio de las acusaciones en su contra, fue elegido candidato del PAN a diputado federal por el VI Distrito Electoral Federal de Chihuahua, sin embargo, el 30 de mayo del mismo año fue arrestado por agentes estatales e ingresado en el penal de Aquiles Serdán, por las mismas acusaciones, lo que una vez más ha sido rechazado y que ha causado las protestas del PAN demandando su liberación al considerar el arresto como un acto político del gobernador José Reyes Baeza Terrazas; a dichas protestas se sumaron la coordinadora nacional de las campañas para diputados, Josefina Vázquez Mota, y el exsecretario particular del Presidente de la República, César Nava Vázquez, visitando personalmente Vázquez Mota a Blanco en las instalaciones del Centro de Readaptación Social el 1 de junio, y anunciando la bancada panista en la Comisión Permanente del Congreso una denuncia contra el gobernador Reyes Baeza, que negó toda implicación en el proceso contra el candidato.
El 2 de junio, el juez encargado del caso dictó auto de formal prisión a Blanco, lo cual podría implicar la posibilidad de ser inhabilitado como candidato a diputado federal; sin embargo, el 4 de junio el juzgado primero de distrito en Chihuahua otorgó a Blanco un amparo para salir en libertad y preservar sus derechos políticos, saliendo el libertad el 5 de junio.
A finales de 2015 anunció que buscaría la candidatura del PAN a la Gubernatura de Chihuahua, entrando a un proceso interno de selección en el que finalmente quedó ganador Javier Corral Jurado al que finalmente terminó respaldando en su candidatura.